# Griselda Blanco

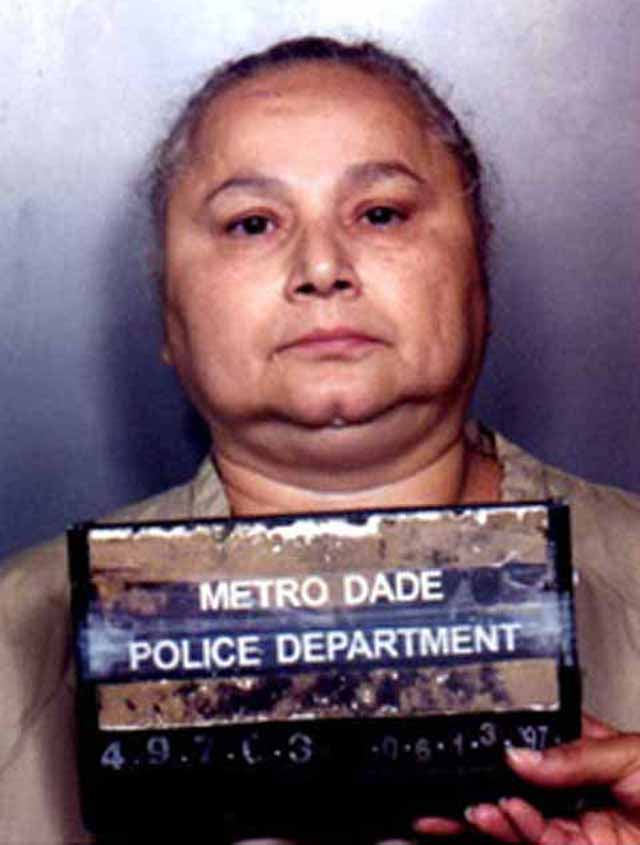
Griselda Blanco (1997)

Ana Griselda Blanco Restrepo (* 15. Februar 1943 in Cartagena; † 3. September 2012 in Medellín), auch genannt die „Godmother“ (engl. f. Patin) des Kokains, „Ma Barker“ der Cocaine Cowboys, „Viuda Negra“ (span. f. Schwarze Witwe), „Black Widow“ (engl. f. Schwarze Witwe) oder „La Madrina“, war während der 1970er und 1980er Jahre eine der „unbarmherzigsten und grausamsten“ Führungspersönlichkeiten des kolumbianischen Medellín-Kartells in den USA. Sie galt als eine der „Pioniere“ des Medellín-Kartells in Miami und gründete ihre eigene Organisation. Blanco war dreimal verheiratet – ihre Ehemänner soll sie getötet haben – und wurde Mutter von vier Söhnen mit den Namen Dixon, Uber, Osvaldo und Michael Corleone Sepulveda.

## Leben

### Persönlichkeit
Griselda Blanco wurden sadistische und bestialische Morde zur Last gelegt, bevorzugt an jüngeren hübscheren Frauen oder verflossenen Liebhabern. 
Man sagte ihr nach, dass sie zum Spaß tötete, einer schwangeren Frau in den Unterleib schoss und ihre beste Freundin Leonela Arias quälte, misshandelte und schließlich töten ließ.
Sie selbst soll in ihrer Jugend attraktiv gewesen sein, jedoch wurde sie durch häufige Gewalttätigkeit sowie exzessiven Kokain- und Crackmissbrauch schwer gezeichnet und langsam unheilbar schizophren.
Durch den ständigen Missbrauch von Drogen, Schmerz- und Beruhigungsmitteln nahm sie ihre Umgebung in manchen Zeiten kaum bewusst wahr.
Griselda Blanco wurde als soziopathische Persönlichkeit eingestuft, die sehr viel Geld für Haute Couture und Luxusartikel, wie einen Ring von Eva Perón und ein Teeservice der Queen, ausgab.
Von einem ihrer Liebhaber erhielt sie eine mit Diamanten besetzte MAC-10-Maschinenpistole als Weihnachtsgeschenk.
Griselda Blanco war bisexuell.

### Jugend in Kolumbien
Griselda Blanco wurde als uneheliche Tochter einer Feldarbeiterin und eines Großgrundbesitzers, der von Guajiro-Indianern abstammte, geboren. Später gelangte sie mit ihrer Mutter und ihren Geschwistern nach Medellín, wo sich ihre Mutter als Gelegenheitsprostituierte in einem Elendsviertel durchschlug und schließlich im Alkoholrausch ihre Tochter verstieß. Griselda soll mehrmals vom alkoholkranken Dauerfreier ihrer Mutter „El Lupero“ missbraucht und schwer misshandelt worden sein. Im Alter von elf Jahren verließ Griselda ihre Mutter und schloss sich einer Gruppe von Straßenkindern an, mit denen sie eine Reihe von Raubüberfällen beging. Mit ihrer Gruppe entführte sie als Vierzehnjährige einen elfjährigen Jungen wohlhabender Eltern, den sie durch einen Kopfschuss tötete, als die Familie das geforderte Lösegeld nicht zahlen wollte. In den Bordellen und Tavernen Medellíns lernte sie gezielt Männer kennen, die in den USA arbeiteten.

### Tätigkeit in den USA

#### Kriminelle Anfänge in New York
Durch einen ihrer Liebhaber, Alfonso Lopez Trujillo, gelangte sie schließlich nach Jackson Heights in Queens/New York, wo die beiden heirateten. Trujillo arbeitete als Fälscher und verdiente sein Geld durch illegalen Menschenschmuggel von Kolumbien in die USA.
Trujillo machte sie mit dem Drogenhändler Alberto Bravo aus Medellín bekannt.
Es wird vermutet, dass sie ihren ersten Ehemann Trujillo nach dieser neuen Verbindung vergiftete.
DEA-Agent Roy Pena war an den Ermittlungen gegen Griselda Blanco beteiligt. Er arbeitete mit der Queens Homicide Task Force zusammen, die sich mit einer Reihe von ungelösten Mordfällen beschäftigten, bei denen die Opfer große Mengen Blut verloren hatten. Es war die Mordweise von Miguel „Paco“ Sepulveda, einem der ersten Auftragsmörder Blancos, der die Opfer kopfüber aufhängte, ihnen die Kehle durchschnitt und sie ausbluten ließ. Die Leichen waren somit elastischer und konnten so leichter in Pappkartons entsorgt werden.
1973 wurde in New York die Operation Banshee gegen kolumbianische Drogenhändler ausgeführt. 1975 wurden Griselda Blanco, Alberto Bravo und ihr US-Distributeur Pepe Cabrera mit einer kriminellen Organisation aus Medellín in Verbindung gebracht.
Blanco hatte in Medellín ein Unterwäsche- und Miedergeschäft und nutzte eingenähte versteckte Taschen für den Kokainschmuggel in die USA.
Bravo wurde von ihr 1975 in Medellín erschossen, nachdem sie sich von ihm beleidigt gefühlt hatte.
Bei dem Feuergefecht auf einem Parkplatz wurden insgesamt sechs Leibwächter getötet und Griselda Blanco durch einen Bauchschuss schwer verletzt. Nach dieser Tat erhielt sie den Beinamen „Schwarze Witwe“.

#### Drogengeschäfte in Florida
Die Trujillo-Blanco-Gruppe begann mit dem Kokainschmuggel von Medellín nach New York, bevor man in Miami/Florida mit dem Drogengeschäft in großem Umfang begann. Griselda Blanco brachte monatlich im Schnitt 1,5 Tonnen Kokain per Flugzeug oder Schiff nach Florida.
Außerdem setzte sie weibliche „mules“ ein, die Kokain am Körper in die USA schmuggelten. Die Gruppe beschäftigte rund eintausend Angestellte und erwirtschaftete einen monatlichen Erlös von etwa acht Millionen Dollar.
Der internationale Flughafen und Seehafen Miami diente als idealer Umschlagsplatz für kolumbianisches Kokain. Die Infrastruktur der kubanischen und puerto-ricanischen Drogenhändler wurde übernommen. Sogenannte „Cell Manager“ waren für Transport und Distribution des Rauschgiftes an Groß- und Einzelhändler zuständig. Die Erlöse in US-Dollar wurden per Western Union oder über die kolumbianische Casa de Cambios in die Heimatländer zurücktransferiert.
Griselda Blanco gehörte mit zu den Pionieren des kolumbianischen Drogengeschäftes in den USA und errichtete in New York und später in Miami Drehscheiben und Hauptumschlagspunkte für den internationalen Kokainhandel.
Man nimmt an, dass sie Carlos Lehder Rivas und Pablo Escobar den Transportweg in die USA mit geöffnet hatte. Marta Ochoa Salderriega, Cousine aus dem Ochoa-Clan, war Blancos Hauptlieferantin. Da Blanco ihre 1,8 Millionen USD Schulden bei ihr nicht zurückzahlen wollte, ließ sie Salderriega ermorden.

#### Kokainkrieg von Miami
Die Kokainkriege in Miami fanden zwischen 1978 und 1982 statt. 1978 zog Griselda Blanco nach Miami um und bezog ein Luxusapartment in Biscayne Bay.
Griselda Blanco setzte Motorrad-Killer ein, die so genannten „Cocaine Cowboys“, die ihre Opfer während der Fahrt vom Motorrad aus mit halbautomatischen Waffen töteten.
Ihr Ziel war es, innerhalb von kürzester Zeit den gesamten Absatzmarkt in Florida zu kontrollieren.

#### Dadeland County Mall Massaker
1979 war Griselda Blanco maßgeblich am Dade-County-Mall-Massaker beteiligt. Am 11. Juli 1979 um 14:20 Uhr kam es in Floridas größtem Shoppingcenter, der Dadeland County Mall, zu einer Schießerei zwischen Mitgliedern des Medellín-Kartells. Zwei mit Maschinenpistolen bewaffnete Kolumbianer stellten in dem Spirituosengeschäft Crown Liquors zwei Rivalen, die Blanco Geld schuldeten, Jimenez Panesso und Juan Carlos Hernandez, und töteten diese in einem Feuergefecht. Zwei Angestellte und Zeugen der Schießerei flohen und wurden auf der Flucht durch das Einkaufszentrum schwer verletzt. Bei ihrer Flucht schossen die Auftragsmörder (einer davon war Miguel „Paco“ Sepulveda) auf mehrere Schaufensterscheiben und verursachten eine Panik unter den Besuchern des Einkaufszentrums.
In einem geparkten Lieferwagen der Firma Happy Time Complete Party Supply wurde ein größeres Waffenarsenal gefunden, insgesamt 14 Handfeuerwaffen, Schrotflinten, MAC-10-Maschinenpistolen und Karabiner. Dieses bei Tageslicht inmitten eines öffentlichen Einkaufszentrums begangene Verbrechen erregte größeres Aufsehen in den Medien, da jetzt offensichtlich wurde, dass in den USA eine neue Dimension des Drogenkrieges zwischen schwerbewaffneten Kriminellen ohne jegliche Rücksicht auf Verluste und Kollateralschäden begonnen hatte. Die neue Gesetzlosigkeit im ehemals ruhigen Miami wurde in Zeitungsartikeln mit den Zuständen im damaligen Dodge City verglichen.

#### Ausweitung der Gewalt und Machthöhepunkt der Trujillo-Blanco-Organisation
Das Dadeland-Massaker galt als Auftakt zu den berüchtigten Kokainkriegen in Miami. Danach eskalierte die Gewalt. Es kam zu jeder Tageszeit häufig zu offenen Feuergefechten in Wohngegenden im Kampf um Marktanteile zwischen rivalisierenden kolumbianischen und kubanischen Drogendealern.
Zu dieser Zeit nahm man an, dass ca. 100.000 Kolumbianer in Südflorida in Kokaingeschäfte verwickelt waren. Kolumbianische Auftragsmörder töteten dabei nicht nur einzelne Rivalen, sondern auch deren Familien- und Bekanntenkreis, um sich dadurch innerhalb des organisierten Verbrechens Respekt zu verschaffen.
Ein weiterer Höhepunkt in diesem Krieg war ein Massaker im King’s Court Kendall, bei dem sechs Menschen ums Leben kamen.
Zu Spitzenzeiten wurden bis zu acht Morde innerhalb von 48 Stunden registriert. Wurden im Jahr 1976 noch 104 Morde verzeichnet, waren es 1979 bereits 367, 1980 573 und 1981 621 ungelöste Mordfälle mit kolumbianischer Beteiligung. Die Zunahme der Mordrate im Jahr 1980 wurde weiterhin mit dem Exodus der Marielitos aus Kuba vom 15. April bis 31. Oktober 1980 in Verbindung gebracht. Unter den Flüchtlingen waren viele kubanische Kriminelle, die auf diese Weise in die USA gelangten.
Der Miami Herald titelte den Anstieg der Kriminalität mit der Schlagzeile „Shootout at the Cocaine Corral“.
Der in Cali (Kolumbien) geborene und in Chicago als Autodieb tätige Jorge „Rivi“ Ayala kam im August 1980 nach Miami und verhinderte im Club Jacaranda unwissentlich einen Anschlag auf zwei Brüder, die sich in einer Fehde mit der Trujillo-Blanco-Organisation befanden. Ayala versprach Blanco als Wiedergutmachung, die entkommenen Brüder ausfindig zu machen und sie zu töten – für jeden der beiden sollte er 50.000 Dollar erhalten. Dies war sein Einstieg in die Trujillo-Blanco-Organisation.
1981 bildete die DEA in Miami die Sonderermittlungsgruppe Centac 26 gegen die Aktivitäten Blancos. Blanco und Sepulveda konnten der Verhaftung lange Zeit durch Pendeln zwischen Florida, New York und Kolumbien entgehen.
Nachdem ihr Sohn Osvaldo ihren Chefkiller Jesús „Chucho“ Castro provoziert hatte und dieser ihn darauf beleidigte, befahl Blanco 1982 Ayala die Liquidierung Castros.
Bei einer Autoverfolgungsjagd und darauffolgender Schießerei kam versehentlich der zweijährige Sohn Castros ums Leben. Der Mord an einem unschuldigen Kleinkind löste innerhalb der Organisation bis nach Kolumbien große Proteste und Empörung aus und veranlasste den Vorsitzenden des Medellín-Kartells, Jorge Ochoa, Blanco streng zu maßregeln, indem man versuchte, sie von Miami fernzuhalten, was jedoch nicht gelang, da Blanco mittlerweile weitgehend selbstständig operierte.
Nach der Ermordung von Jesús „Chucho“ Castro beherrschte die Trujillo-Blanco-Organisation den Kokainhandel im südlichen Florida. Von 1982 bis 1984 nahm Ayala die Funktion von Castro innerhalb der Bande ein und war maßgeblich an allen wichtigen Auftragsmorden beteiligt; er wurde später verhaftet und kam zunächst in ein Zeugenschutzprogramm.
Ayala berichtete, dass Blanco aus nichtigen Gründen und Sadismus töten ließ. War ein Zahlungsziel überfällig, so wurde das Geld vom Schuldner gewaltsam eingetrieben und die Person auf möglichst grausame Art getötet, um sich somit als einzige Frau durch Terror und ausgesprochene Härte in der traditionell von Männern dominierten gewalttätigen kolumbianischen Drogenszene Respekt und Geltung zu verschaffen. Oft reichte die Drohung aus, bei Vergehen oder Nicht-Zahlung „Cumbamba“ mit der Motorsäge vorbeizuschicken, um Forderungen zu erfüllen.
Der Auftragsmörder mit dem Spitznamen „Cumbamba“ war dafür bekannt, seine Opfer mit der Motorsäge zu zersägen und sie in Kästen zu verstauen. Obwohl er vermutlich für Dutzende von Morden in Kolumbien, Florida und New York verantwortlich war, konnte ihm nichts nachgewiesen werden.
Circa 200 Morde zwischen Miami, New York und Kolumbien wurden mit Blanco in Verbindung gebracht. Nachgewiesen wurde ihr in South Miami der Doppelmord an Alfredo und Grizel Lorenzo, die ihr Drogengeld schuldeten, nachdem sie Ware auf Kommission bezogen hatten. Ayala und seine Gruppe töteten das Ehepaar im Juni 1982 in ihrem Wohnhaus im Beisein ihrer Kinder. Ursprünglich lautete Blancos Befehl die Liquidierung sämtlicher im Haus befindlicher Personen, einschließlich der unbeteiligten Kinder, was jedoch von Ayala verweigert wurde. Ayala musste Miguel Perez, der zusätzlich Geld kassieren wollte, mit vorgehaltener Waffe davon abhalten, die Kinder zu töten.
Paco „Papo“ Mejia, ein früheres Mitglied der Trujillo-Blanco-Organisation, machte Geschäfte auf eigene Rechnung und sollte daher auf Befehl Blancos liquidiert werden. Ayala wurde nach New York geschickt und eliminierte innerhalb von 24 Stunden elf Mitglieder aus dem näheren Umfeld Mejias, darunter seinen Vater Octavio, der in seinem Auto an der „Mall of the Americas“ erschossen wurde. Mejia entkam dieser Aktion, worauf beschlossen wurde, sein Haus in Killian Parkway/Miami mit Dynamit zu sprengen. Der Anschlag gelang, das Haus war jedoch leer. Schließlich lauerte Miguel „Miguelito“ Perez Mejia am 15. September 1982 am Flughafen von Miami auf und stach ihn in aller Öffentlichkeit mit mehreren Bajonettstichen nieder. Mejia überlebte jedoch den Anschlag, während Perez verhaftet und zu 15 Jahren Gefängnis verurteilt wurde.
Der Anschlag auf Mejia löste eine große Diskussion in den Medien über die allgemeine Sicherheitslage in Florida aus, und die Regierung geriet unter Druck. Die Polizeipräsenz wurde drastisch erhöht, und die Anzahl der Festnahmen gegen kolumbianische Drogenhändler stieg. Während der Operation Redrum, initiiert durch DEA, Metro Dade und Miami Police Department, ermittelten die Fahnder in insgesamt 50 Tötungsdelikten, die Blanco zur Last gelegt wurden.

#### Flucht nach Kalifornien
Um dem starken Fahndungsdruck in Florida zu entgehen, verlegte Blanco Mitte der 1980er Jahre ihren Operationssitz nach Irvine, Kalifornien, südöstlich von Los Angeles, wo sie als Hausfrau mit ihrem jüngsten Sohn lebte. Der Älteste, Dixon Trujillo Blanco, führte die Geschäfte in Miami weiter.
1981 lernte Griselda Blanco Charles Cosby kennen, der in Oakland einige „Crackhäuser“ betrieb und von ihr Kokain bezog. Zwischen beiden entwickelte sich neben der Geschäftsbeziehung auch ein Verhältnis. Cosby war der erste Afroamerikaner, der zeitweilig in den inneren Kreis ihrer Organisation aufgenommen wurde. Griselda Blanco hatte zu dieser Zeit einen geschätzten Jahresumsatz von 40 Millionen USD. Nachdem Cosby Verhältnisse mit anderen Frauen hatte, ordnete Griselda Blanco zur Warnung einen Feuerüberfall auf ihn an. Diesem Hinterhalt konnte er jedoch entkommen. Die beiden versöhnten sich wieder miteinander, nachdem beide die Vorteile in ihrer Partnerschaft erkannt hatten; Cosby machte dank ihrer Beziehung einen Jahresumsatz von 9 Millionen USD aus dem Kokaingeschäft. Die beiden planten sogar die Entführung von John F. Kennedy Jr., was jedoch nicht in die Tat umgesetzt wurde. Später, da auch er um sein Leben fürchten musste, denunzierte Cosby Blanco bei der Polizei von Los Angeles.

### Verhaftung
1984 spürten die DEA-Agenten Sascha Sparens und Bob Palombo Blanco in Newport Beach auf. Ein Jahr später wurde sie in Irvine festgenommen.
Erst 1993 wagte „Riverito“, ein ehemaliger Auftragsmörder, gegen seine Chefin Griselda Blanco auszusagen, nachdem er selbst bereits zum Tode verurteilt worden war.
Blanco verbrachte 20 ihrer 69 Lebensjahre in US-Gefängnissen und wurde nach Verbüßung ihrer Haftstrafe im Jahr 2004 nach Kolumbien abgeschoben. Ihr letztes Foto stammt aus dem Jahr 2007; dort ist sie auf dem Flughafen in Bogotá zu sehen.

### Tod
Am 3. September 2012 wurde Griselda Blanco beim Verlassen einer Metzgerei in Medellín von zwei Männern auf einem vorbeifahrenden Motorrad durch zwei Schüsse in den Kopf getötet.  Sie fiel damit derselben Tötungsweise zum Opfer, die sie selber vor Jahren in ihrer kriminellen Zeit mehrfach angeordnet haben soll.

### Blancos Söhne
- Dixon Trujillo Blanco war der älteste Sohn und wurde verdächtigt, als Motorradmörder Auftragsmorde für die Organisation seiner Mutter verübt zu haben. Später repräsentierte er die Organisation in San Francisco und setzte dort im Monat durchschnittlich 300 Kilogramm Kokain um. 1985 wurde er in Miami zusammen mit seiner Mutter und zwei seiner Brüder verhaftet und saß zehn Jahre lang seine Haftstrafe ab.[39] Dixon wurde in Kolumbien ermordet.

- Uber Esnyder Trujillo Blanco war zwei Jahre jünger als Dixon und war für seine Familie als Kokaindistributeur in Miami tätig. Er war für einen durchschnittlichen Monatsabsatz von 200 Kilo Kokain verantwortlich. Nach seiner Verhaftung wurde er ebenfalls zu einer zehnjährigen Haftstrafe verurteilt.[39] Uber wurde in Kolumbien ermordet.

- Osvaldo „Chicky“ Trujillo Blanco betreute die Niederlassung der Trujillo-Blanco-Organisation in Los Angeles und hatte dort einen monatlichen Absatz von circa 500 Kilogramm Kokain. Auch er verbüßte die gleiche Haftstrafe wie seine Brüder.[39] Osvaldo wurde 1992 in einem kolumbianischen Nachtclub erschossen.[18]

- Michael Corleone Sepulveda Blanco, der jüngste Sohn, war angeblich nicht in die kriminellen Geschäfte der Familie involviert, lebt heute noch in Miami und betreibt das Musiklabel Xtorxion Records.[50] Nach einem Versuch, im Jahre 2011 Kokain zu erwerben, stand er längere Zeit unter Hausarrest.[51][52]

## Mitglieder der Trujillo-Blanco-Organisation
Mitglieder in Blancos Organisation waren:
- Alfonso Lopez Trujillo – erster Ehemann Blancos, Gründer der Organisation, ermordet
- Alberto Bravo – zweiter Ehemann Blancos, 1975 ermordet
- Darío Sepúlveda – dritter Ehemann Blancos seit 1978, Vater von Michael Corleone, 1983 in Medellín auf Befehl Griseldas ermordet
- Pepe Cabrera – Kokaindistributeur und Rauschgifthändler in den USA
- Jesús „Chucho“ Castro – Chef der Auftragsmörder, 1982 von Ayala ermordet
- Jorge „Rivi“ Ayala[53] – Auftragsmörder, Nachfolger Castros, verbüßt eine lebenslange Haftstrafe[54]
- Paco „Papo“ Mejia – Auftragsmörder, überlebte 1982 einen Anschlag auf dem Miami International Airport
- Jaime Bravo – Auftragsmörder, Neffe von Alberto Bravo[5]
- Jorge Rivera – Auftragsmörder
- Miguel „Paco“ Sepulveda – Auftragsmörder aus New York
- Miguel Velez „Cumbamba“ – Auftragsmörder aus New York, siedelte mit nach Miami um, zersägte seine Opfer mit der Motorsäge und verbüßte eine lebenslange Haftstrafe. Andere Quellen berichten, dass “Cumbamba” der Spitzname von Carlos Arango[55] war. “Cumbamba”, ein weiterer Killer des Medellin-Kartells in Miami, war mutmaßlich an diversen Schießereien mit Maschinenpistolen, sowie vermutlich auch am Dadeland Mall Massaker, beteiligt. Man warf ihm auch andere Tötungsmethoden vor, so soll er einen menschlichen Körper in der Badewanne zerteilt haben, um ihn leichter abtransportieren zu können. Damit hatte er die Reputation einer der gefährlichsten Männer (“one of the most feared hitmen of Miami’s cocaine wars.”, Jeff Leen, Miami Herald) der Blanco-Organisation erlangt. Die Ermordung von Barry Seal[56] ging ebenfalls auf sein Konto. Arango wurde am 20. Februar 1986 auf einem Highway im US-Bundesstaat Mississippi[57] festgenommen und verbüßte seine Haftstrafe im berüchtigten “Angola”-Gefängnis (Louisiana State Penitentiary), wo er im August 2015 im Alter von 66 Jahren verstarb.
- Miguel „Miguelito“ Perez – kubanischer Flüchtling, Auftragsmörder, verübte den Anschlag auf Mejia am Miami International Airport
- Carlos Varegas, Reinaldo Rodriguez, Oscar Murillo, Guillermo Velasquez, Guillermo Ferrales, Fernando Villegas, Diego Chico und Diego Benitez Escobar – gehörten zur Gruppe von Jorge Ayala
- John „El Flaco“ Castrillion – führte Ayala in die Trujillo-Blanco-Organisation ein

## Filmisch, künstlerisch und literarisch
- Der Dokumentarfilm Cocaine Cowboys von Billy Corben, 2006, thematisiert unter anderem Griselda Blancos Aufstieg und Leben in den 1970er und 80er Jahren in New York, Florida und Kalifornien.
- Cocaine Cowboys 2 erzählt auch die Geschichte von Charles Cosby, der mit Griselda Blanco ab 1991 Geschäfte machte und später auch eine Beziehung mit ihr während ihrer Haftstrafe hatte.
- Am 5. Oktober 2013 erschien mit der 3. Folge der 1. Staffel von Gangster – Ohne Skrupel und Moral, eine Episode mit dem Titel Griselda Blanco (OT: The Godmother: Griselda Blanco).
- Im Film Cocaine Godmother (2017) wird Griselda Blanco von Catherine Zeta-Jones verkörpert.
- Derzeit entsteht ebenfalls ein bisher unbetitelter Griselda Blanco-Film von HBO mit Jennifer Lopez[58] und The Godmother von First Born Films mit Catalina Sandino Moreno in den Hauptrollen. Ein Veröffentlichungsdatum der beiden Filme ist bisher jedoch nicht bekannt. (Stand 2016)
- Der in den USA produzierten Netflix-Miniserie Griselda (2024) wird vorgeworfen, dass sie aus einer empathielosen Massenmörderin eine fürsorgliche Mutter und feministische Heldin macht.[59]